# ليونارد أوليفييه
ليونارد أوليفييه (بالإنجليزية: Leonard Olivier)‏ هو كاهن كاثوليكي أمريكي، ولد في 12 أكتوبر 1923 في ليك تشارلز في الولايات المتحدة، وتوفي في 19 نوفمبر 2014.